# Sympodomyces pentacellularis
Sympodomyces pentacellularis är en svampart som beskrevs av R.K. Benj. 1973. Sympodomyces pentacellularis ingår i släktet Sympodomyces och familjen Laboulbeniaceae.   Inga underarter finns listade i Catalogue of Life.